# Louisa Lippmann
Louisa Lippmann (Herford, 23 september 1994) is een Duits volleyballer en beachvolleyballer.
Lippmann werd van 2017 tot 2020 viermaal op rij verkozen tot Volleyballerin des Jahres in Duitsland.
Lippmann begon in haar geboorteplaats bij TG Herford en speelde daar tweede divisie. In 2010 stapte ze over naar USC Munster om in de Bundesliga te gaan spelen.
Lippmann speelt sinds 2013 voor het Duits nationale vrouwenvolleybalteam. Ze nam onder andere deel aan het Europese volleyballeague vrouwen 2014, waar Duitsland de tweede plaats behaalde.